# Puits sacré de Sainte Anastasie
Le puits sacré de Sant'Anastasia (également appelé en Sardaigne  Sa funtana de is dolus, ce qui signfie "source de la douleur" en sarde ) est un site nuragique situé à Sardara, une commune du sud de la Sardaigne. Une large zone archéologique a a été fouillée, mais seulement en partie, devant l'église du même nom, située en aval de la colline de Pran'e Cuaddus. Un autre puits sacré de ce type, situé en pleine ville, a été découvert, le puits sacré de Predio Canopoli di Perfugas.
Le site fait partie des 31 sites sardes qui sont candidats pour entrer dans la liste du patrimoine mondial de l'UNESCO, présentés et sélectionnés par la Fondation Barumini, l'association La Sardaigne vers l'UNESCO et  la Région Sarde.

## Description

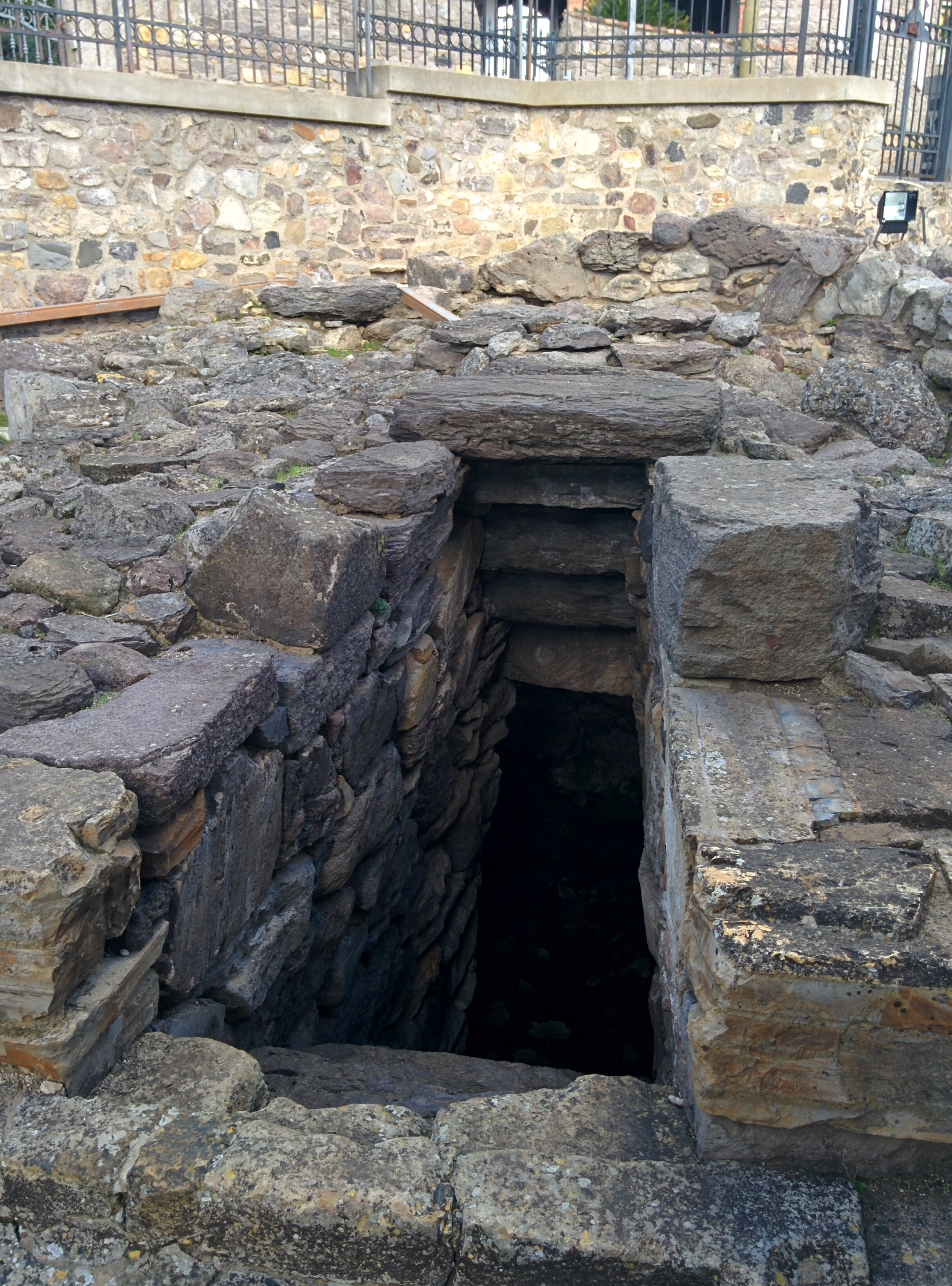
Vue latérale du puits montrant un détail du trottoir devant les escaliers

Une passerelle d'accès met en valeur l'ensemble de la zone archéologique, équipée de panneaux descriptifs
Le puits Cucuru Nuraxi, situé dans la municipalité de Settimo San Pietro, présente également un intérêt technique, mais constitue surtout un lieu sacré et monumental. Il atteint une profondeur de 30 mètres à laquelle ceux qui l'ont creusé ont pu être confrontés à la présence d'eau salée.
Le puits se caractérise par un atrium partiellement pavé dont il ne reste que quelques blocs de pierre. Cet atrium permet l'accès à une cage d'escalier de douze marches avec un toit en pente à plateaux. L'escalier donne accès à la chambre circulaire avec un toit en thòlos d'un diamètre d'environ 3 mètres et d'une hauteur de 5 mètres. La veine de source, acheminée dans un tunnel de 5 à 6 mètres de long, émergeait d'une ouverture équipée d'une architrave à la base de la chambre du puits, du côté opposé à l'escalier.

## La zone archéologique
Autour de l'espace votif sacré, plusieurs cabanes et un autre puits ont été découverts à l'intérieur de l' église de Sant'Anastasia (Sardara) .

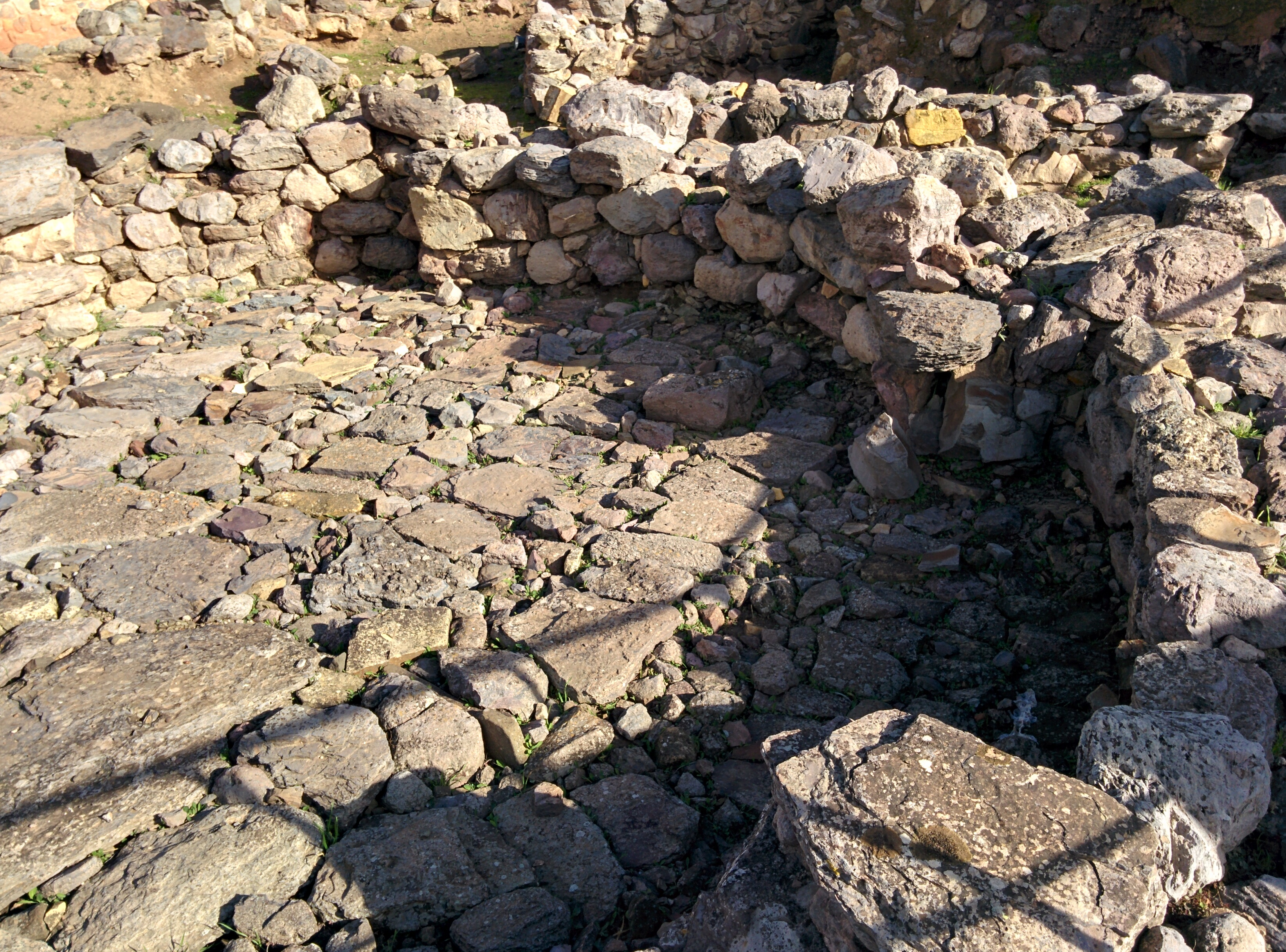
En détail les niches de la cabane 1

La cabane située au-dessus du puits sacré présente un plan circulaire avec deux niches rectangulaires. Lors des travaux d'excavation, sept canaux disposés en éventail et recouverts de dalles ont été découverts sous le trottoir. Ce dernier avait pour mission d'acheminer l'eau provenant de la source vers le canal pour alimenter le puits sacré.

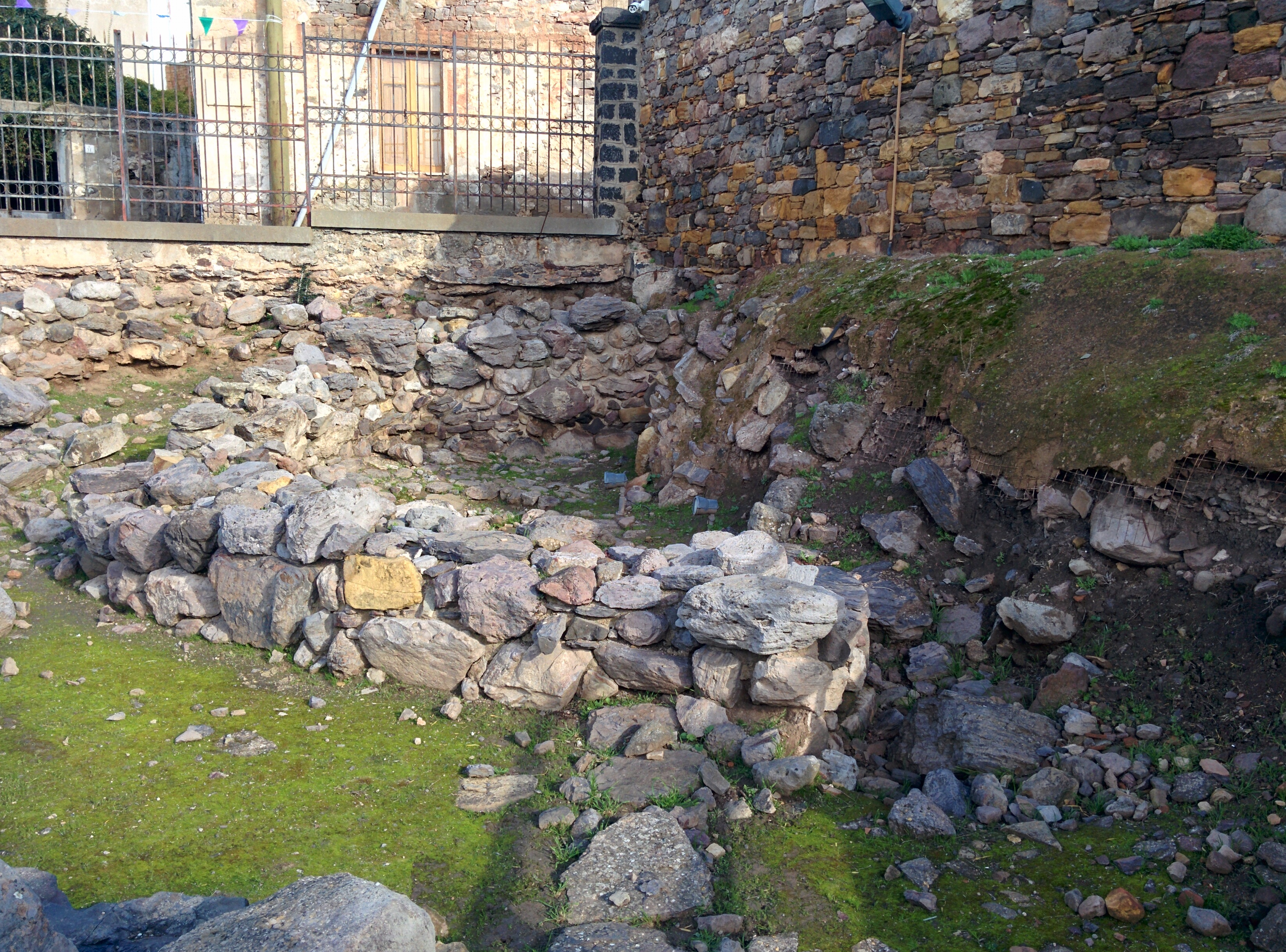
Cabane 4 située dans la partie la plus haute de la zone archéologique

Située légèrement plus haut que la cabane 1, elle était destinée à la forge. À l’intérieur et à l’extérieur, plusieurs matrices de moulage en terre cuite ont été retrouvées.

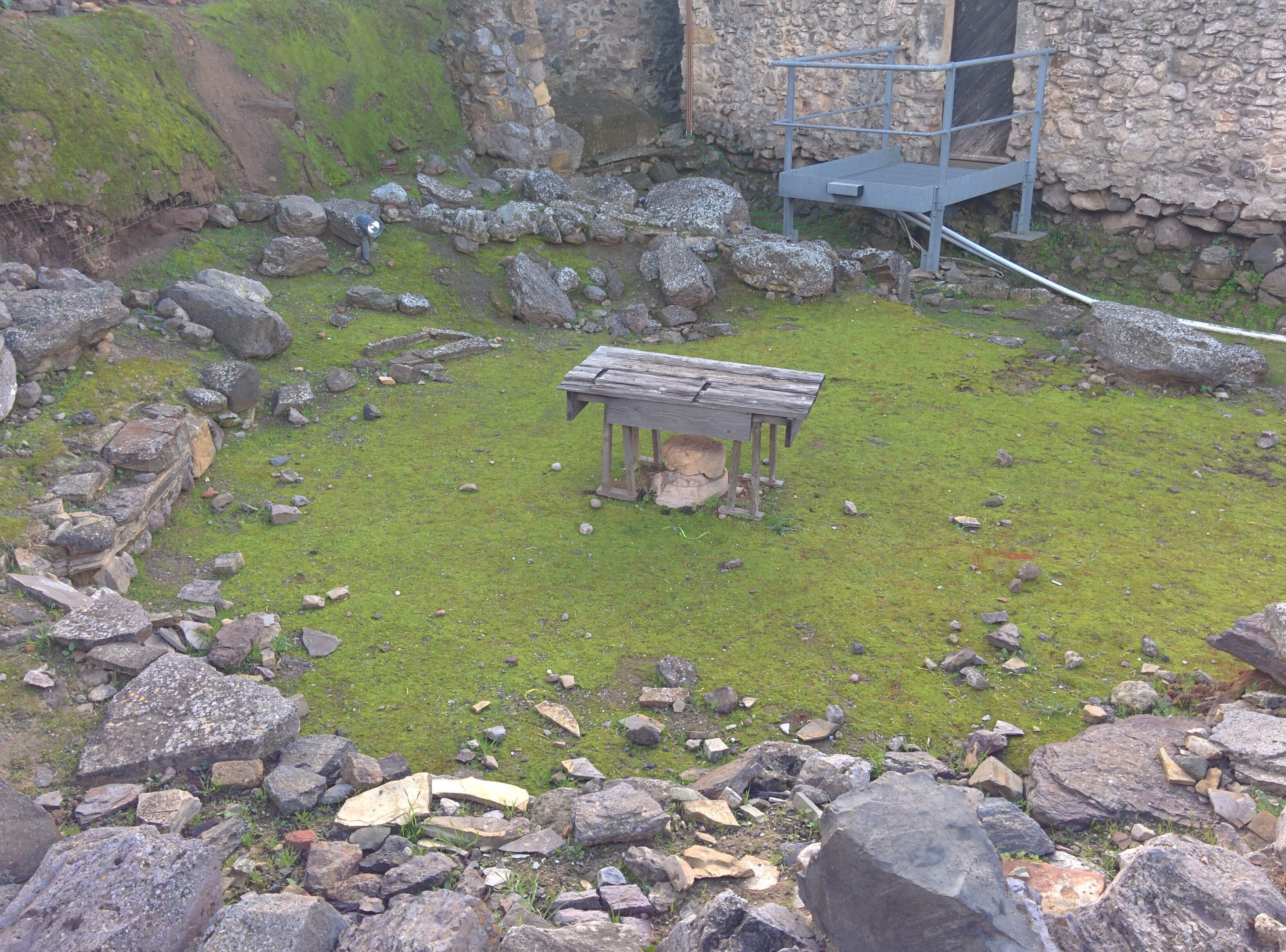
Cabane 5 avec le comptoir des sièges au centre

Elle est définie comme une salle de réunion pour les chefs du village, car au centre se trouve un comptoir de sièges, encore visible aujourd'hui. La cabane a été construite entre la fin du XIe et le Xe siècle avant JC. Diverses trouvailles ont également été trouvées à l'intérieur : une jarre remplie d'objets en bronze, dont des outils de fonderie pour les activités artisanales et trois bassins en bronze.

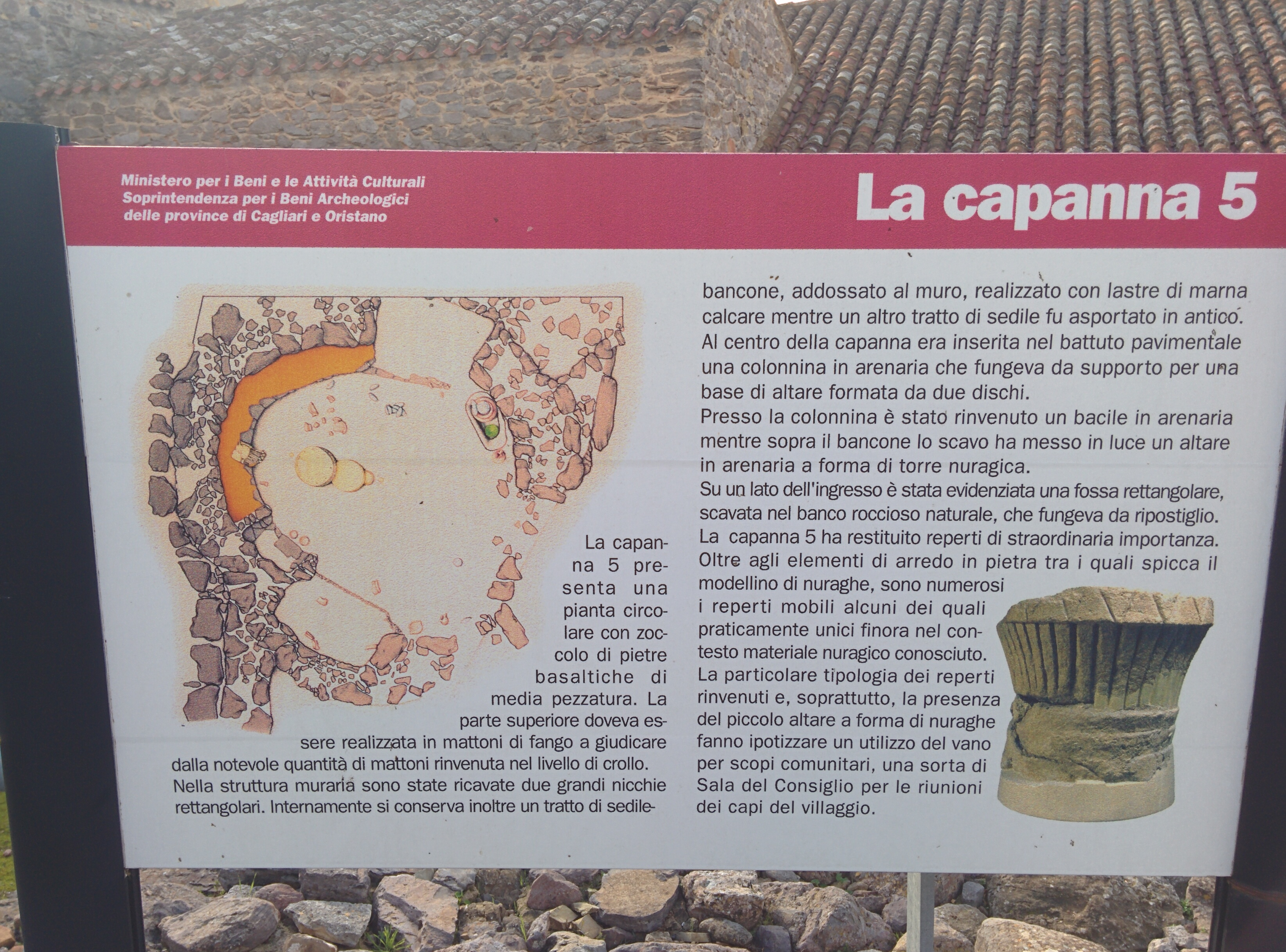
Panneau relatif à la cabane 5 avec plan détaillé et comptoir de sièges

### Le second puits

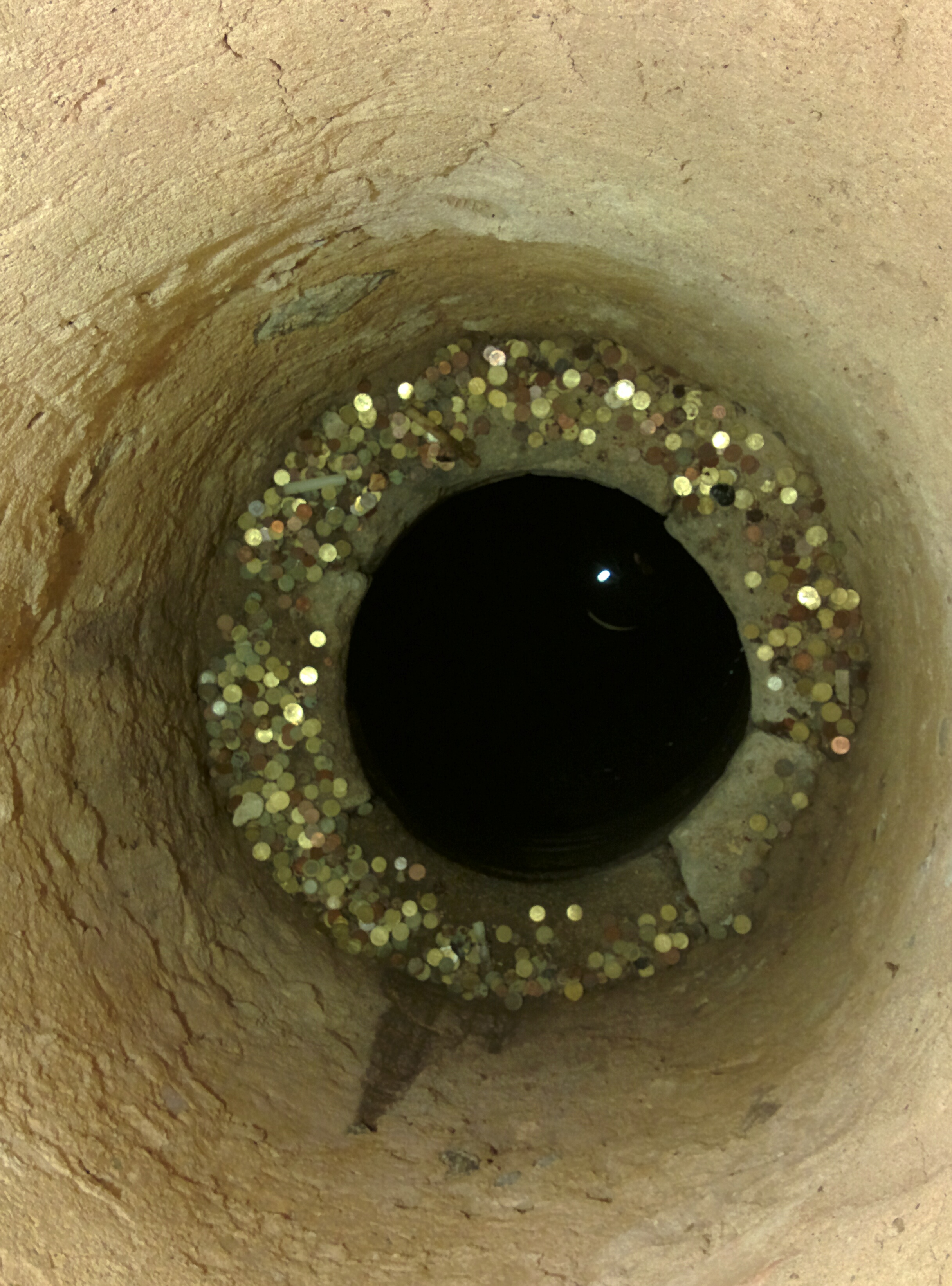
Intérieur du puits présent dans l'église de Sant'Anastasia

Lors des fouilles d'Antonio Taramelli, on a découvert un puits utilitaire, construit à Isodoma jusqu'à une profondeur d'environ 2,50 mètres, laissant ainsi place à la roche naturelle. Le puits, de forme tronconique, renfermait en son sein plusieurs trouvailles d'une certaine importance : une cruche Askoïde, un panier et des vases piriformes, datés entre l'âge du bronze final et le VIIe siècle avant JC.

## Curiosité
Les fouilles ont permis d'exhumer des blocs de pierre basaltique décorés de saillies de poitrine en relief, avec aussi un bloc en forme de protomé de taureau, murés dans la façade de l'église de Sant'Anastasia. Ces découvertes, entreposées à l’intérieur de l’église, ont pu être utilisées pour décorer la façade extérieure de l’entrée du puits sacré.
Un autre puits sacré et une large partie du village n'ont pas été fouillés car elles sont dans une zone centrale de la ville.
L'ensemble des découvertes effectuées à Sant'Anastasia et dans sa zone archéologique sont exposées au musée civique "Villa Abbas" de Sardara et au musée archéologique national de Cagliari.

## Galerie

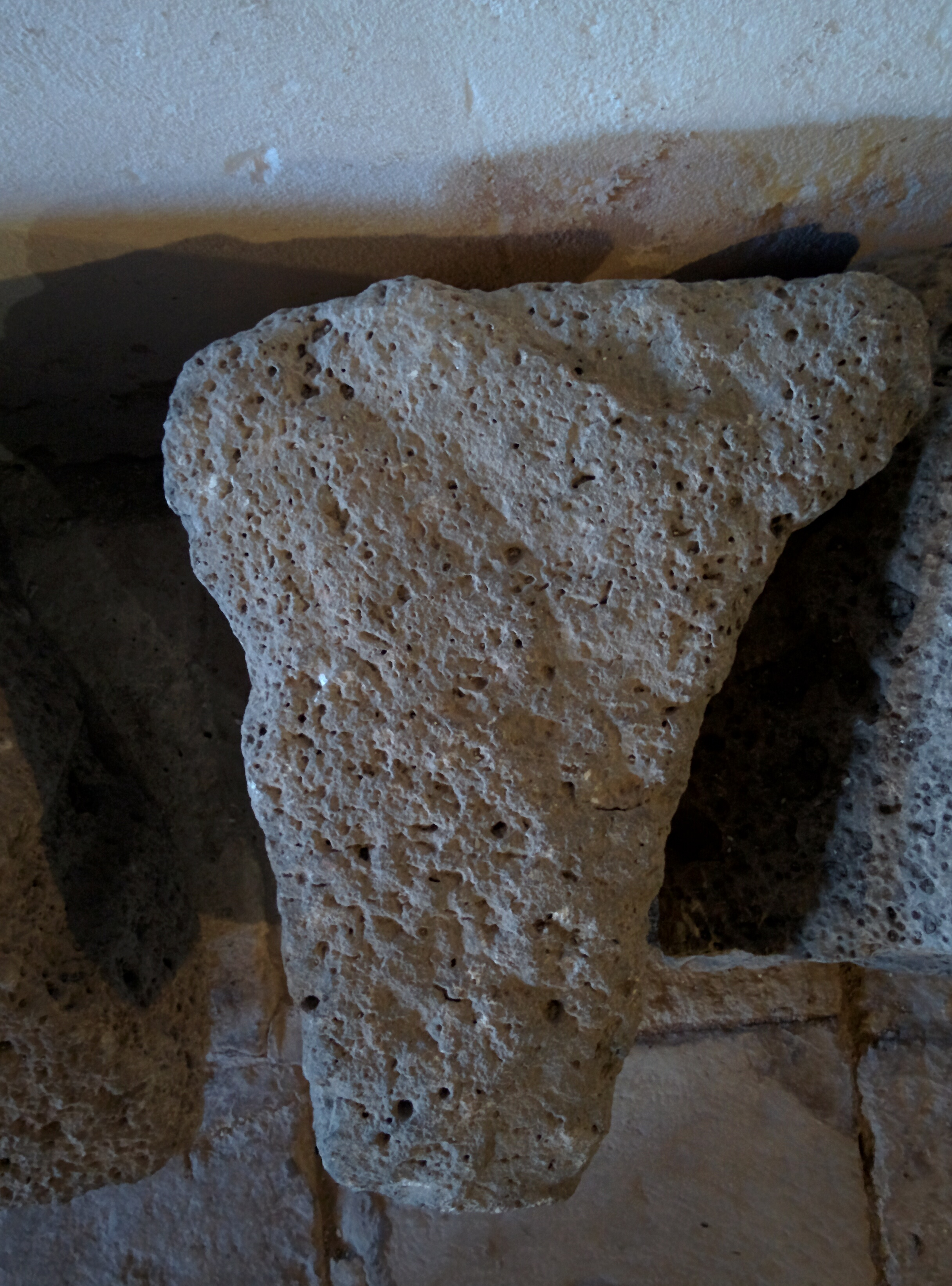
Bloc de basalte sous forme de protome de taurine
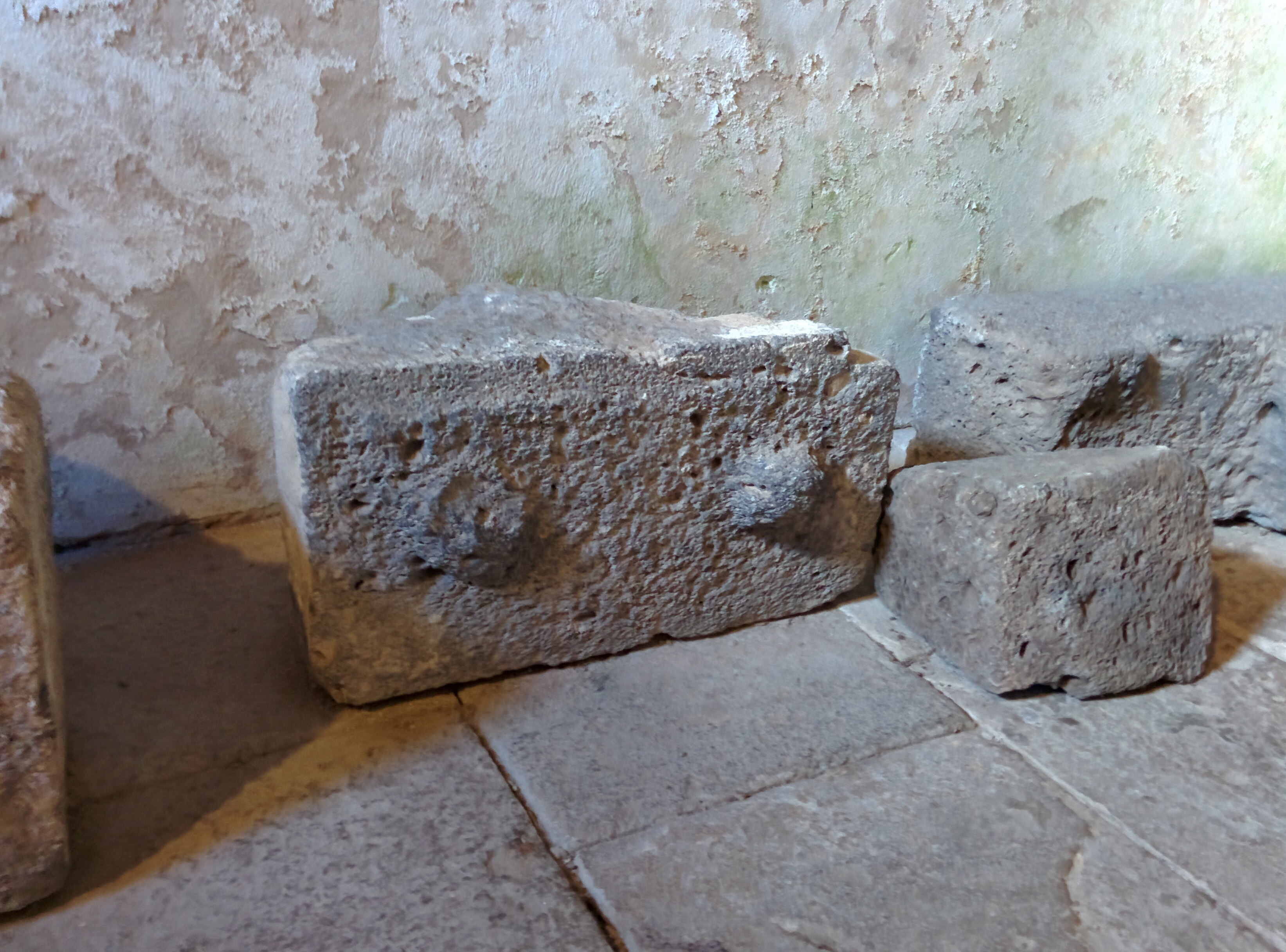
En détail, bloc basal avec seins en relief
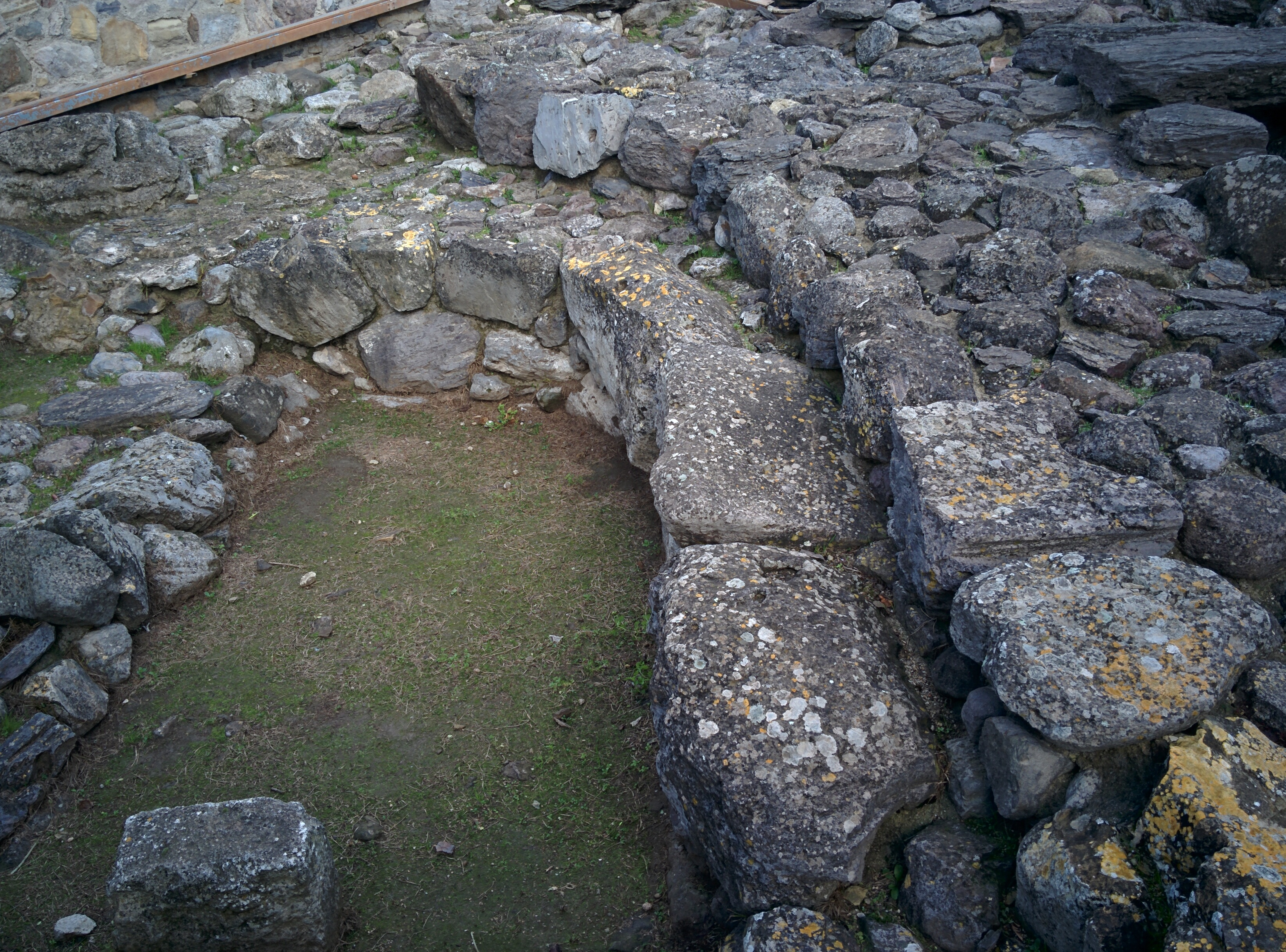
Détails des lieux sacrés de Sant'Anastasia
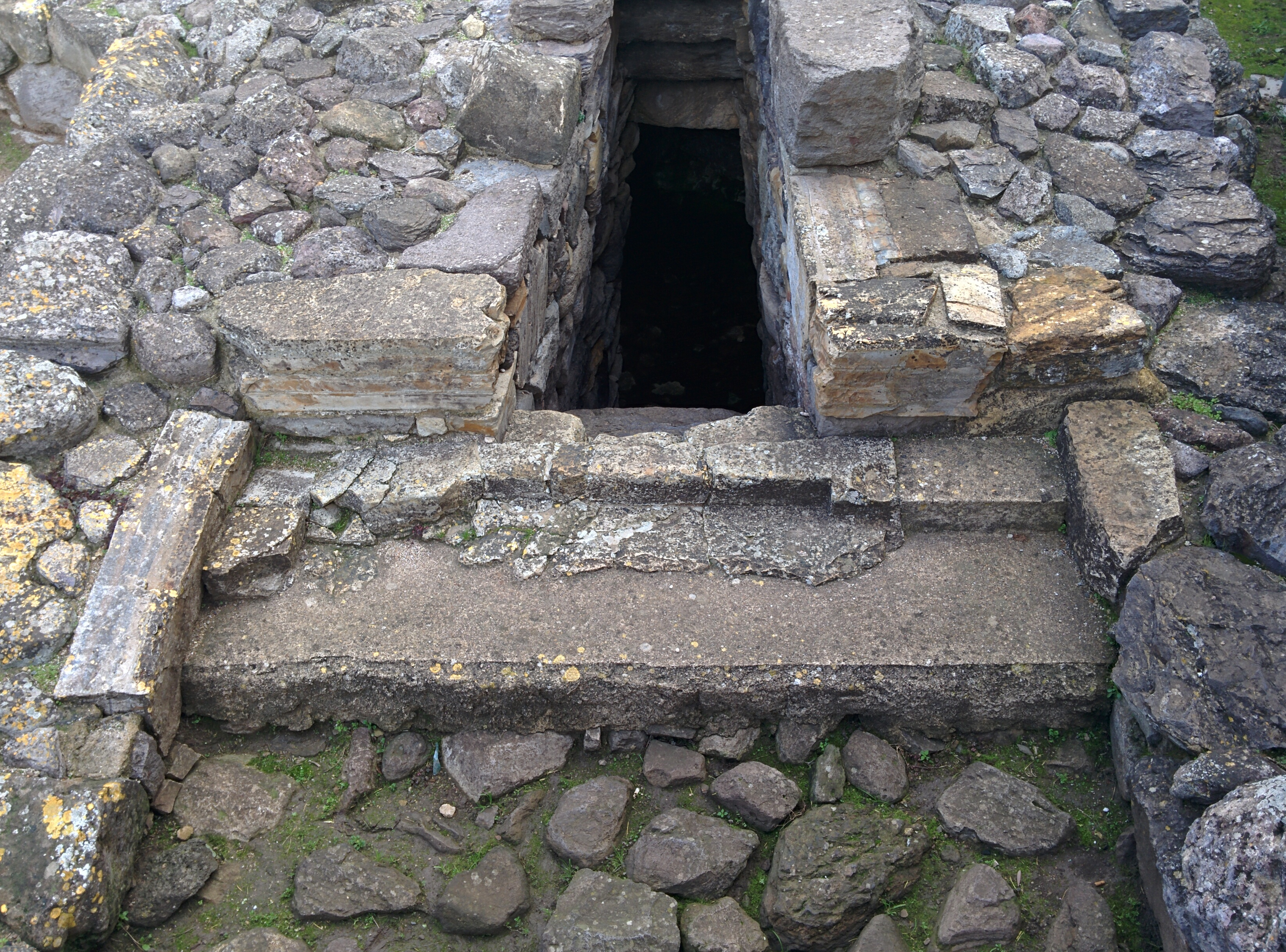
Le trottoir du puits sacré de Sant'Anastasia
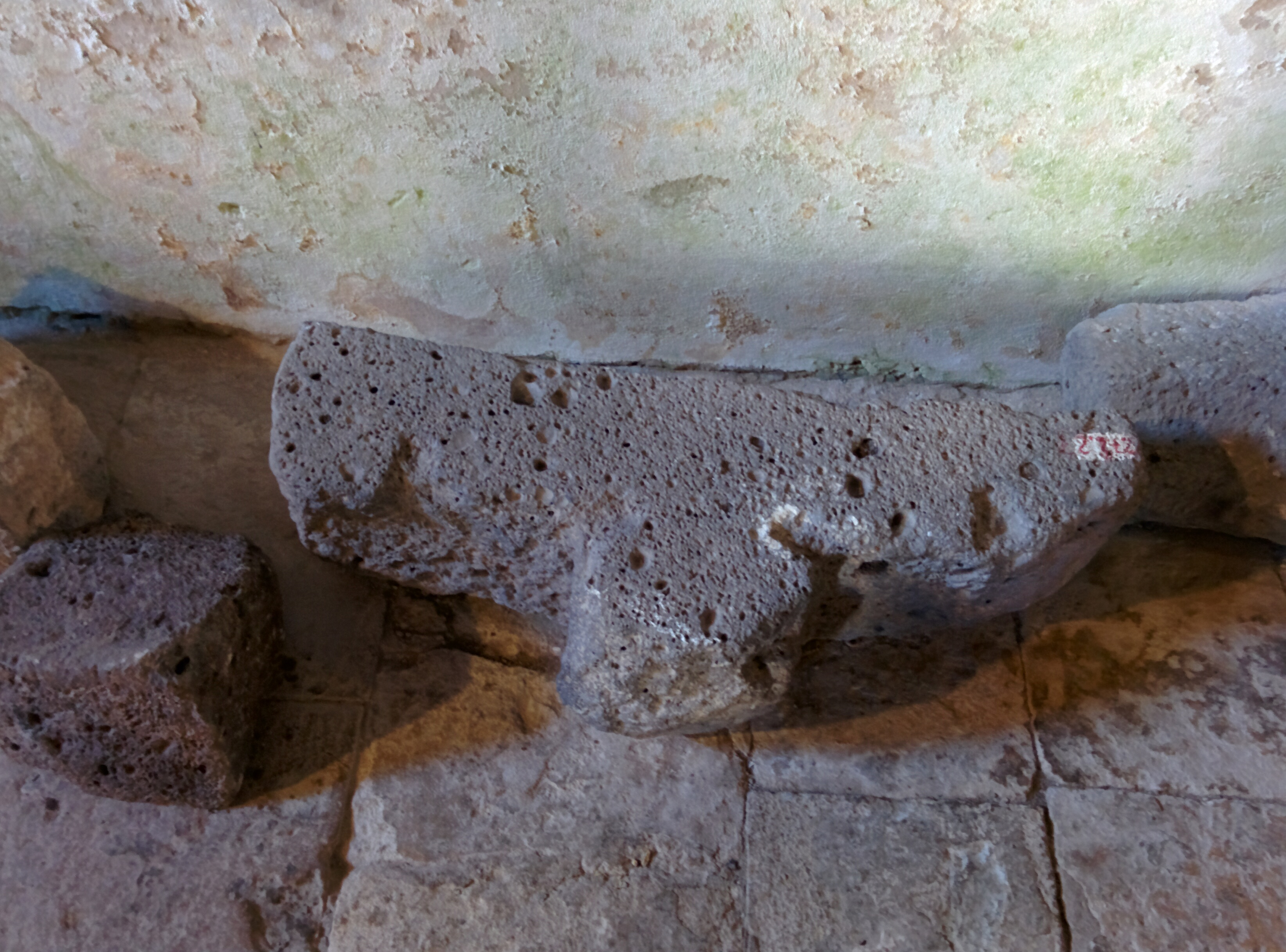
Blocs de basalte en forme de T
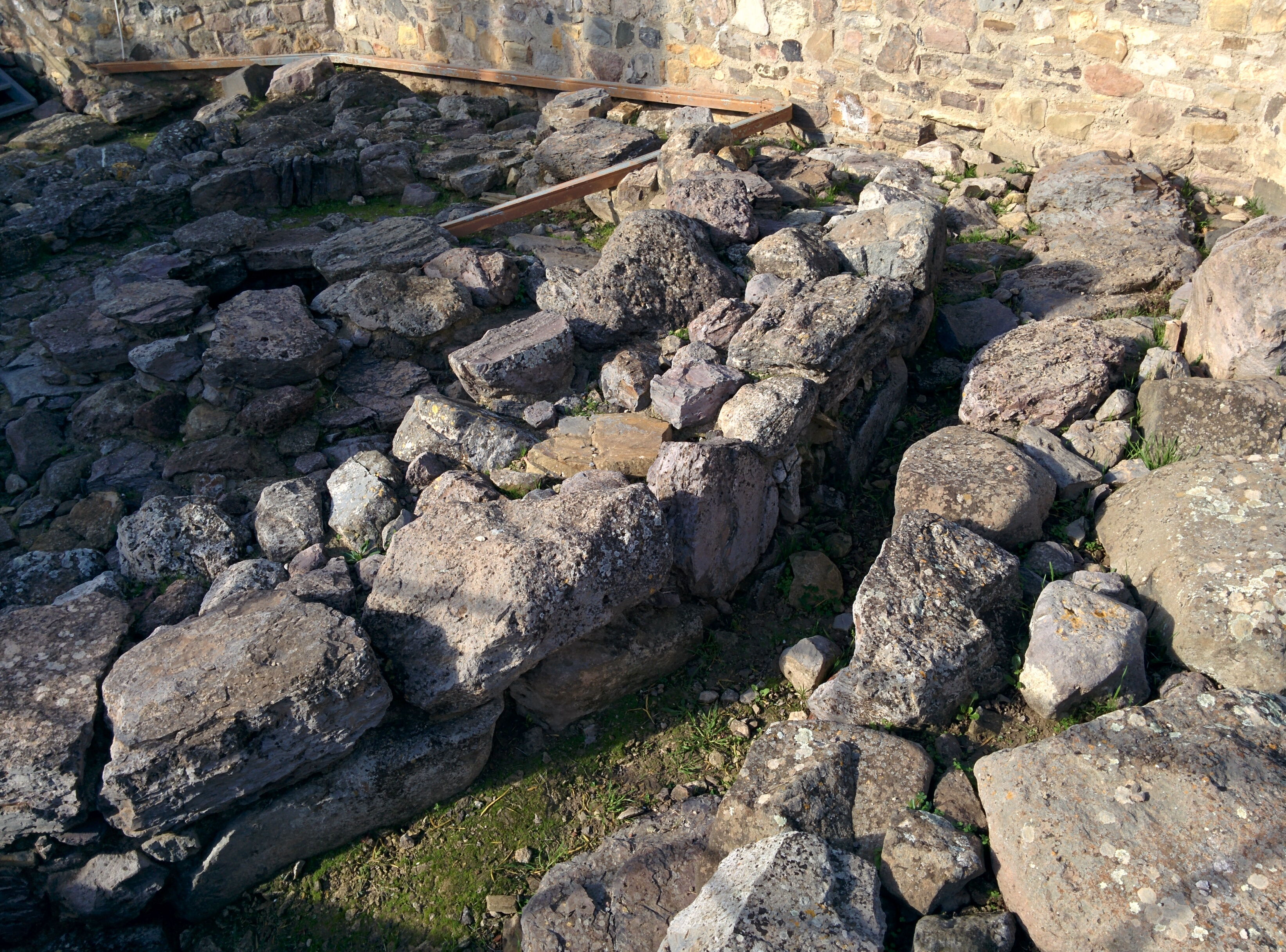
En détail le mur extérieur des lieux sacrés.
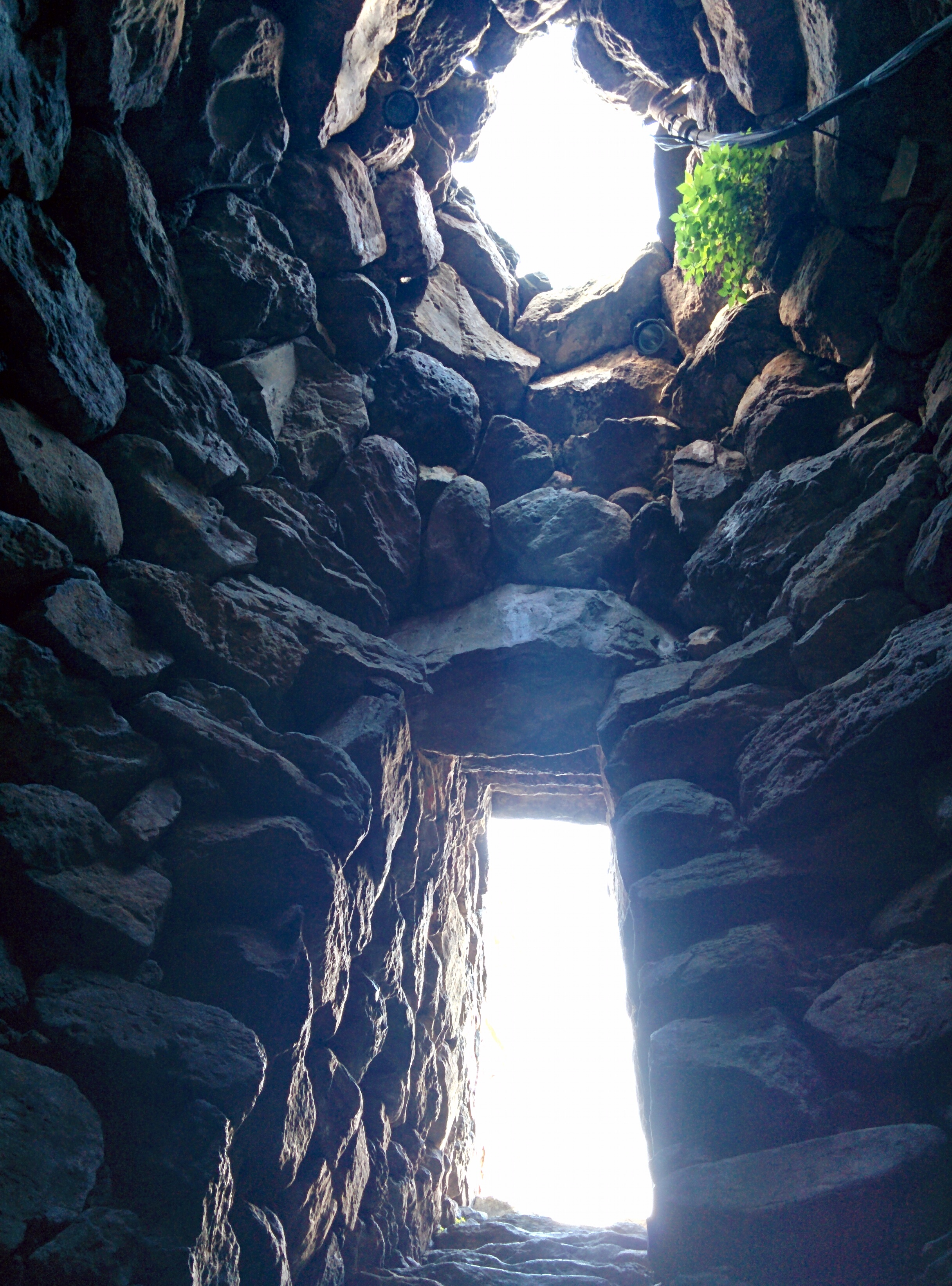
Lumière et vue depuis l'intérieur du puits